# Malteísmo
El malteísmo es la creencia de que Dios es un ser cruel, arrogante, tirano, abusivo y mentiroso que no merece ser venerado al presentarse realmente como un Dios maligno. El problema del mal no le demuestra a un malteísta que Dios no existe, sino más bien que no es veraz.
El malteísmo es justo lo contrario de la teofilía, una expresión que engloba a todos los sistemas religiosos que creen en la bondad de Dios. El término distingue entre "teístas" y "teófilos" para distanciar a los malteístas de la supuesta conclusión de que todo aquel que cree en Dios debe creer que es bueno y merece ser venerado. Los teístas solo son los que creen que Dios existe, sin ninguna implicación sobre su supuesta bondad, y los malteístas son, por tanto, teístas. Los teófilos son los teístas que creen que Dios es bueno, los que (etimológicamente) aman a Dios. (Estrictamente hablando, los que están de acuerdo con los malteístas en que Dios no es bueno, y los que les da igual si las acciones de Dios pueden calificarse como buenas, pero eligen amarle igualmente, quizá por miedo o para obtener una recompensa divina, también pueden calificarse como teófilos.) La cuestión es que no todos los "teístas" aman a Dios, y el término "teófilo" distingue explícitamente a los que aman a Dios de los que no. Hay quienes adoptan esta creencia por eventos pasados que atribuyen a algún dios.
Muchos malteístas creen que Dios depende de la veneración y adoración de las personas para seguir existiendo, y esperan que si se le priva de esa veneración humana, acabará marchitando y morirá dejando a las personas en paz y mejor de lo que estaban. El malteísmo busca animar a la gente de todas las religiones teofílicas a ver a Dios como un ser cruel y dependiente, dejar de adorarle para alcanzar la auténtica libertad para la humanidad. Si Dios es malvado, como dicen los malteístas, y si su objetivo no es el beneficio de la humanidad sino su propia gloria (algo en lo que coinciden muchos teófilos), adorar a un Dios malvado es un acto de traición contra la humanidad, ya que alimenta a la fuerza que esclaviza a la gente en general, incluso a pesar de que pueda suponer un beneficio a corto plazo para los que le adoran. Nótese, sin embargo, que los malteístas no pretenden forzar a los teófilos a renunciar a sus creencias, sino que desean que los teófilos dejen de intentar convertir a otros a la teofilia.
El malteísmo ha sido frecuentemente comparado con el satanismo, pues propone la rebelión contra Dios; y con algunas clases de gnosticismo que sostienen que el Dios al que muchos veneran es en realidad malvado o tiránico, pero que no es el Dios final. Aunque el malteísmo comparte muchos aspectos con estas dos creencias, en realidad es muy distinto de ambas.